# Lijst van Formule 1 Grand Prix-winnaars

Grafiek van recordhouders meeste Grand Prix overwinningen.

De lijst van Formule 1 Grand Prix-winnaars bevat alle Formule 1-coureurs die één of meer Grand Prix overwinningen op hun naam hebben staan.
- De winnaars van de Indianapolis 500 van 1950 tot 1960 zijn opgenomen in de lijst omdat de race toen meetelde voor het kampioenschap. De Indy 500 wordt echter niet beschouwd als een Grand Prix.

## Aantal Grand Prix-overwinningen per coureur
Tabel bijgewerkt tot en met de GP van Hongarije, 3 augustus 2025.
Bij gelijk aantal overwinningen wordt de volgorde chronologisch bepaald door het jaar van de laatst behaalde winst.
| Legenda | Legenda                              |
| ------- | ------------------------------------ |
| Vet     | Coureur actief in 2025               |
| *       | Aantal keer Formule 1 Wereldkampioen |

|    | Coureur                        | Land                | Aantal winst | Aantal starts | Winst percentage | Actieve jaren                 | Eerste overwinning       | Laatste overwinning        |
| -- | ------------------------------ | ------------------- | ------------ | ------------- | ---------------- | ----------------------------- | ------------------------ | -------------------------- |
| 1  | Lewis Hamilton*******          | Verenigd Koninkrijk | 105          | 370           | 28,38 %          | 2007–heden                    | Canada 2007              | België 2024                |
| 2  | Michael Schumacher*******      | Duitsland           | 91           | 307           | 29,64 %          | 1991–2006 2010–2012           | België 1992              | China 2006                 |
| 3  | Max Verstappen****             | Nederland           | 65           | 223           | 29,15 %          | 2015–heden                    | Spanje 2016              | Emilia-Romagna 2025        |
| 4  | Sebastian Vettel****           | Duitsland           | 53           | 299           | 17,73 %          | 2007–2022                     | Italië 2008              | Singapore 2019             |
| 5  | Alain Prost****                | Frankrijk           | 51           | 199           | 25,63 %          | 1980–1991 1993                | Frankrijk 1981           | Duitsland 1993             |
| 6  | Ayrton Senna***                | Brazilië            | 41           | 161           | 25,47 %          | 1984–1994                     | Portugal 1985            | Australië 1993             |
| 7  | Fernando Alonso**              | Spanje              | 32           | 415           | 7,71 %           | 2001 2003–2018 2021–heden     | Hongarije 2003           | Spanje 2013                |
| 8  | Nigel Mansell*                 | Verenigd Koninkrijk | 31           | 187           | 16,58 %          | 1980–1992 1994–1995           | Europa 1985              | Australië 1994             |
| 9  | Jackie Stewart***              | Verenigd Koninkrijk | 27           | 99            | 27,27 %          | 1965–1973                     | Italië 1965              | Duitsland 1973             |
| 10 | Jim Clark**                    | Verenigd Koninkrijk | 25           | 72            | 34,72 %          | 1960–1968                     | België 1962              | Zuid-Afrika 1968           |
| 10 | Niki Lauda***                  | Oostenrijk          | 25           | 171           | 14,62 %          | 1971–1979 1982–1985           | Spanje 1974              | Nederland 1985             |
| 12 | Juan Manuel Fangio*****        | Argentinië          | 24           | 51            | 47,06 %          | 1950–1951 1953–1958           | Monaco 1950              | Duitsland 1957             |
| 13 | Nelson Piquet sr.***           | Brazilië            | 23           | 204           | 11,27 %          | 1978–1991                     | Verenigde Staten 1980    | Canada 1991                |
| 13 | Nico Rosberg*                  | Duitsland           | 23           | 206           | 11,17 %          | 2006–2016                     | China 2012               | Japan 2016                 |
| 15 | Damon Hill*                    | Verenigd Koninkrijk | 22           | 115           | 19,13 %          | 1992–1999                     | Hongarije 1993           | België 1998                |
| 16 | Kimi Räikkönen*                | Finland             | 21           | 349           | 6,02 %           | 2001–2009 2012–2021           | Maleisië 2003            | Verenigde Staten 2018      |
| 17 | Mika Häkkinen**                | Finland             | 20           | 161           | 12,42 %          | 1991–2001                     | Europa 1997              | Verenigde Staten 2001      |
| 18 | Stirling Moss                  | Verenigd Koninkrijk | 16           | 66            | 24,24 %          | 1950–1962                     | Groot-Brittannië 1955    | Duitsland 1961             |
| 19 | Jenson Button*                 | Verenigd Koninkrijk | 15           | 306           | 4,90 %           | 2000–2017                     | Hongarije 2006           | Brazilië 2012              |
| 20 | Jack Brabham***                | Australië           | 14           | 126           | 11,11 %          | 1955–1970                     | Monaco 1959              | Zuid-Afrika 1970           |
| 20 | Graham Hill**                  | Verenigd Koninkrijk | 14           | 176           | 7,95 %           | 1958–1975                     | Nederland 1962           | Monaco 1969                |
| 20 | Emerson Fittipaldi**           | Brazilië            | 14           | 144           | 9,72 %           | 1970–1980                     | Verenigde Staten 1970    | Groot-Brittannië 1975      |
| 23 | Alberto Ascari**               | Italië              | 13           | 32            | 40,63 %          | 1950–1955                     | Duitsland 1951           | Zwitserland 1953           |
| 23 | David Coulthard                | Verenigd Koninkrijk | 13           | 246           | 5,28 %           | 1994–2008                     | Portugal 1995            | Australië 2003             |
| 25 | Mario Andretti*                | Verenigde Staten    | 12           | 128           | 9,38 %           | 1968–1972 1974–1982           | Zuid-Afrika 1971         | Nederland 1978             |
| 25 | Carlos Reutemann               | Argentinië          | 12           | 146           | 8,22 %           | 1972–1982                     | Zuid-Afrika 1974         | België 1981                |
| 25 | Alan Jones*                    | Australië           | 12           | 116           | 10,34 %          | 1975–1981 1983 1985–1986      | Oostenrijk 1977          | Las Vegas 1981             |
| 28 | Jacques Villeneuve*            | Canada              | 11           | 163           | 6,75 %           | 1996–2006                     | Europa 1996              | Luxemburg 1997             |
| 28 | Rubens Barrichello             | Brazilië            | 11           | 323           | 3,41 %           | 1993–2011                     | Duitsland 2000           | Italië 2009                |
| 28 | Felipe Massa                   | Brazilië            | 11           | 269           | 4,09 %           | 2002 2004–2017                | Turkije 2006             | Brazilië 2008              |
| 31 | Ronnie Peterson                | Zweden              | 10           | 123           | 8,13 %           | 1970–1978                     | Frankrijk 1973           | Oostenrijk 1978            |
| 31 | Jody Scheckter*                | Zuid-Afrika         | 10           | 112           | 8,93 %           | 1972–1980                     | Zweden 1974              | Italië 1979                |
| 31 | James Hunt*                    | Verenigd Koninkrijk | 10           | 92            | 10,87 %          | 1973–1979                     | Nederland 1975           | Japan 1977                 |
| 31 | Gerhard Berger                 | Oostenrijk          | 10           | 210           | 4,76 %           | 1984–1997                     | Mexico 1986              | Duitsland 1997             |
| 31 | Valtteri Bottas                | Finland             | 10           | 246           | 4,07 %           | 2013–2024                     | Rusland 2017             | Turkije 2021               |
| 36 | Mark Webber                    | Australië           | 9            | 215           | 4,19 %           | 2002–2013                     | Duitsland 2009           | Groot-Brittannië 2012      |
| 36 | Lando Norris                   | Verenigd Koninkrijk | 9            | 142           | 6,34 %           | 2019–heden                    | Miami 2024               | Hongarije 2025             |
| 38 | Denny Hulme*                   | Nieuw-Zeeland       | 8            | 112           | 7,14 %           | 1965–1974                     | Monaco 1967              | Argentinië 1974            |
| 38 | Jacky Ickx                     | België              | 8            | 116           | 6,90 %           | 1967–1979                     | Frankrijk 1968           | Duitsland 1972             |
| 38 | Daniel Ricciardo               | Australië           | 8            | 257           | 3,11 %           | 2011–2022 2023–2024           | Canada 2014              | Italië 2021                |
| 38 | Charles Leclerc                | Monaco              | 8            | 161           | 4,97 %           | 2018–heden                    | België 2019              | Verenigde Staten 2024      |
| 38 | Oscar Piastri                  | Australië           | 8            | 60            | 13,33 %          | 2023–heden                    | Hongarije 2024           | België 2025                |
| 43 | René Arnoux                    | Frankrijk           | 7            | 149           | 4,70 %           | 1978–1989                     | Brazilië 1980            | Nederland 1983             |
| 43 | Juan Pablo Montoya             | Colombia            | 7            | 94            | 7,45 %           | 2001–2006                     | Italië 2001              | Brazilië 2005              |
| 45 | Tony Brooks                    | Verenigd Koninkrijk | 6            | 38            | 15,79 %          | 1956–1961                     | Groot-Brittannië 1957    | Duitsland 1959             |
| 45 | John Surtees*                  | Verenigd Koninkrijk | 6            | 111           | 5,41 %           | 1960–1972                     | Duitsland 1963           | Italië 1967                |
| 45 | Jochen Rindt*                  | Oostenrijk          | 6            | 60            | 10,00 %          | 1964–1970                     | Verenigde Staten 1969    | Duitsland 1970             |
| 45 | Jacques Laffite                | Frankrijk           | 6            | 176           | 3,41 %           | 1974–1986                     | Zweden 1977              | Canada 1981                |
| 45 | Gilles Villeneuve              | Canada              | 6            | 67            | 8,96 %           | 1977–1982                     | Canada 1978              | Spanje 1981                |
| 45 | Riccardo Patrese               | Italië              | 6            | 256           | 2,34 %           | 1977–1993                     | Monaco 1982              | Japan 1992                 |
| 45 | Ralf Schumacher                | Duitsland           | 6            | 180           | 3,33 %           | 1997–2007                     | San Marino 2001          | Frankrijk 2003             |
| 45 | Sergio Pérez                   | Mexico              | 6            | 281           | 2,14 %           | 2011–2024                     | Sakhir 2020              | Azerbeidzjan 2023          |
| 53 | Giuseppe Farina*               | Italië              | 5            | 33            | 15,15 %          | 1950–1955                     | Groot-Brittannië 1950    | Duitsland 1953             |
| 53 | Clay Regazzoni                 | Zwitserland         | 5            | 132           | 3,79 %           | 1970–1980                     | Italië 1970              | Groot-Brittannië 1979      |
| 53 | John Watson                    | Verenigd Koninkrijk | 5            | 152           | 3,29 %           | 1973–1983 1985                | Oostenrijk 1976          | Verenigde Staten West 1983 |
| 53 | Keke Rosberg*                  | Finland             | 5            | 114           | 4,39 %           | 1978–1986                     | Zwitserland 1982         | Australië 1985             |
| 53 | Michele Alboreto               | Italië              | 5            | 194           | 2,58 %           | 1981–1994                     | Las Vegas 1982           | Duitsland 1985             |
| 58 | Bruce McLaren                  | Nieuw-Zeeland       | 4            | 100           | 4,00 %           | 1959–1970                     | Verenigde Staten 1959    | België 1968                |
| 58 | Dan Gurney                     | Verenigde Staten    | 4            | 86            | 4,65 %           | 1959–1968 1970                | Frankrijk 1962           | België 1967                |
| 58 | Eddie Irvine                   | Verenigd Koninkrijk | 4            | 145           | 2,76 %           | 1993–2002                     | Australië 1999           | Maleisië 1999              |
| 58 | Carlos Sainz jr.               | Spanje              | 4            | 219           | 1,83 %           | 2015–heden                    | Groot-Brittannië 2022    | Mexico-Stad 2024           |
| 58 | George Russell                 | Verenigd Koninkrijk | 4            | 142           | 2,82 %           | 2019–heden                    | São Paulo 2022           | Canada 2025                |
| 63 | Mike Hawthorn*                 | Verenigd Koninkrijk | 3            | 45            | 6,67 %           | 1952–1958                     | Frankrijk 1953           | Frankrijk 1958             |
| 63 | Peter Collins                  | Verenigd Koninkrijk | 3            | 32            | 9,38 %           | 1952–1958                     | België 1956              | Groot-Brittannië 1958      |
| 63 | Phil Hill*                     | Verenigde Staten    | 3            | 49            | 6,12 %           | 1958–1964 1966                | Italië 1960              | Italië 1961                |
| 63 | Didier Pironi                  | Frankrijk           | 3            | 70            | 4,29 %           | 1978–1982                     | België 1980              | Nederland 1982             |
| 63 | Thierry Boutsen                | België              | 3            | 163           | 1,84 %           | 1983–1993                     | Canada 1989              | Hongarije 1990             |
| 63 | Johnny Herbert                 | Verenigd Koninkrijk | 3            | 161           | 1,86 %           | 1989–2000                     | Groot-Brittannië 1995    | Europa 1999                |
| 63 | Heinz-Harald Frentzen          | Duitsland           | 3            | 156           | 1,92 %           | 1994–2003                     | San Marino 1997          | Italië 1999                |
| 63 | Giancarlo Fisichella           | Italië              | 3            | 229           | 1,31 %           | 1996–2009                     | Brazilië 2003            | Maleisië 2006              |
| 71 | José Froilán González          | Argentinië          | 2            | 26            | 7,69 %           | 1950–1957 1960                | Groot-Brittannië 1951    | Groot-Brittannië 1954      |
| 71 | Bill Vukovich                  | Verenigde Staten    | 2            | 5             | 40,00 %          | 1951–1955                     | Indianapolis 500 in 1953 | Indianapolis 500 in 1954   |
| 71 | Maurice Trintignant            | Frankrijk           | 2            | 81            | 2,47 %           | 1950–1964                     | Monaco 1955              | Monaco 1958                |
| 71 | Wolfgang Graf Berghe von Trips | Duitsland           | 2            | 27            | 7,41 %           | 1956–1961                     | Nederland 1961           | Groot-Brittannië 1961      |
| 71 | Pedro Rodríguez                | Mexico              | 2            | 55            | 3,64 %           | 1963–1971                     | Zuid-Afrika 1967         | België 1970                |
| 71 | Jo Siffert                     | Zwitserland         | 2            | 96            | 2,08 %           | 1962–1971                     | Groot-Brittannië 1968    | Oostenrijk 1971            |
| 71 | Peter Revson                   | Verenigde Staten    | 2            | 30            | 6,67 %           | 1972–1974                     | Groot-Brittannië 1973    | Canada 1973                |
| 71 | Patrick Depailler              | Frankrijk           | 2            | 95            | 2,11 %           | 1972 1974–1980                | Monaco 1978              | Spanje 1979                |
| 71 | Jean-Pierre Jabouille          | Frankrijk           | 2            | 49            | 4,08 %           | 1974–1975 1977–1981           | Frankrijk 1979           | Oostenrijk 1980            |
| 71 | Patrick Tambay                 | Frankrijk           | 2            | 114           | 1,75 %           | 1977–1986                     | Duitsland 1982           | San Marino 1983            |
| 71 | Elio De Angelis                | Italië              | 2            | 108           | 1,85 %           | 1979–1986                     | Oostenrijk 1982          | San Marino 1985            |
| 82 | Johnnie Parsons                | Verenigde Staten    | 1            | 9             | 11,11 %          | 1950–1958                     | Indianapolis 500 in 1950 | Indianapolis 500 in 1950   |
| 82 | Lee Wallard                    | Verenigde Staten    | 1            | 2             | 50,00 %          | 1950–1951                     | Indianapolis 500 in 1951 | Indianapolis 500 in 1951   |
| 82 | Luigi Fagioli                  | Italië              | 1            | 7             | 14,29 %          | 1950–1951                     | Frankrijk 1951           | Frankrijk 1951             |
| 82 | Piero Taruffi                  | Italië              | 1            | 18            | 5,56 %           | 1950–1956                     | Zwitserland 1952         | Zwitserland 1952           |
| 82 | Troy Ruttman                   | Verenigde Staten    | 1            | 8             | 12,50 %          | 1950–1952 1954 1956–1958 1960 | Indianapolis 500 in 1952 | Indianapolis 500 in 1952   |
| 82 | Bob Sweikert                   | Verenigde Staten    | 1            | 5             | 20,00 %          | 1952–1956                     | Indianapolis 500 in 1955 | Indianapolis 500 in 1955   |
| 82 | Luigi Musso                    | Italië              | 1            | 24            | 4,17 %           | 1954–1958                     | Argentinië 1956          | Argentinië 1956            |
| 82 | Pat Flaherty                   | Verenigde Staten    | 1            | 5             | 20,00 %          | 1950–1959                     | Indianapolis 500 in 1956 | Indianapolis 500 in 1956   |
| 82 | Sam Hanks                      | Verenigde Staten    | 1            | 8             | 12,50 %          | 1950–1957                     | Indianapolis 500 in 1957 | Indianapolis 500 in 1957   |
| 82 | Jimmy Bryan                    | Verenigde Staten    | 1            | 9             | 11,11 %          | 1952–1960                     | Indianapolis 500 in 1958 | Indianapolis 500 in 1958   |
| 82 | Rodger Ward                    | Verenigde Staten    | 1            | 12            | 8,33 %           | 1951–1960 1963                | Indianapolis 500 in 1959 | Indianapolis 500 in 1959   |
| 82 | Jo Bonnier                     | Zweden              | 1            | 104           | 0,96 %           | 1956–1971                     | Nederland 1959           | Nederland 1959             |
| 82 | Jim Rathmann                   | Verenigde Staten    | 1            | 10            | 10,00 %          | 1950 1952–1960                | Indianapolis 500 in 1960 | Indianapolis 500 in 1960   |
| 82 | Giancarlo Baghetti             | Italië              | 1            | 21            | 4,76 %           | 1961–1967                     | Frankrijk 1961           | Frankrijk 1961             |
| 82 | Innes Ireland                  | Verenigd Koninkrijk | 1            | 50            | 2,00 %           | 1959–1966                     | Verenigde Staten 1961    | Verenigde Staten 1961      |
| 82 | Lorenzo Bandini                | Italië              | 1            | 42            | 2,38 %           | 1961–1967                     | Oostenrijk 1964          | Oostenrijk 1964            |
| 82 | Richie Ginther                 | Verenigde Staten    | 1            | 52            | 1,92 %           | 1960–1967                     | Mexico 1965              | Mexico 1965                |
| 82 | Ludovico Scarfiotti            | Italië              | 1            | 10            | 10,00 %          | 1963–1968                     | Italië 1966              | Italië 1966                |
| 82 | Peter Gethin                   | Verenigd Koninkrijk | 1            | 30            | 3,33 %           | 1970–1974                     | Italië 1971              | Italië 1971                |
| 82 | François Cevert                | Frankrijk           | 1            | 46            | 2,17 %           | 1970–1973                     | Verenigde Staten 1971    | Verenigde Staten 1971      |
| 82 | Jean-Pierre Beltoise           | Frankrijk           | 1            | 86            | 1,16 %           | 1967–1974                     | Monaco 1972              | Monaco 1972                |
| 82 | José Carlos Pace               | Brazilië            | 1            | 72            | 1,39 %           | 1972–1977                     | Brazilië 1975            | Brazilië 1975              |
| 82 | Jochen Mass                    | Duitsland           | 1            | 105           | 0,95 %           | 1973–1982                     | Spanje 1975              | Spanje 1975                |
| 82 | Vittorio Brambilla             | Italië              | 1            | 74            | 1,35 %           | 1974–1980                     | Oostenrijk 1975          | Oostenrijk 1975            |
| 82 | Gunnar Nilsson                 | Zweden              | 1            | 31            | 3,23 %           | 1976–1977                     | België 1977              | België 1977                |
| 82 | Alessandro Nannini             | Italië              | 1            | 76            | 1,32 %           | 1986–1990                     | Japan 1989               | Japan 1989                 |
| 82 | Jean Alesi                     | Frankrijk           | 1            | 201           | 0,50 %           | 1989–2001                     | Canada 1995              | Canada 1995                |
| 82 | Olivier Panis                  | Frankrijk           | 1            | 157           | 0,64 %           | 1994–1999 2001–2004           | Monaco 1996              | Monaco 1996                |
| 82 | Jarno Trulli                   | Italië              | 1            | 252           | 0,40 %           | 1997–2011                     | Monaco 2004              | Monaco 2004                |
| 82 | Robert Kubica                  | Polen               | 1            | 99            | 1,01 %           | 2006–2010 2019                | Canada 2008              | Canada 2008                |
| 82 | Heikki Kovalainen              | Finland             | 1            | 111           | 0,90 %           | 2007–2013                     | Hongarije 2008           | Hongarije 2008             |
| 82 | Pastor Maldonado               | Venezuela           | 1            | 95            | 1,05 %           | 2011–2015                     | Spanje 2012              | Spanje 2012                |
| 82 | Pierre Gasly                   | Frankrijk           | 1            | 167           | 0,6 %            | 2017–heden                    | Italië 2020              | Italië 2020                |
| 82 | Esteban Ocon                   | Frankrijk           | 1            | 170           | 0,59 %           | 2016–heden                    | Hongarije 2021           | Hongarije 2021             |

## Aantal Grand Prix-overwinningen naar nationaliteit
Tabel bijgewerkt tot en met de GP van Hongarije, 3 augustus 2025.
| Legenda | Legenda                |
| ------- | ---------------------- |
| Vet     | Coureur actief in 2025 |

|    | Land                | Aantal overwinningen | Aantal coureurs | Coureurs |
| -- | ------------------- | -------------------- | --------------- | --- |
| 1  | Verenigd Koninkrijk | 322                  | 20              | Lewis Hamilton (105), Nigel Mansell (31), Jackie Stewart (27), Jim Clark (25), Damon Hill (22), Stirling Moss (16), Jenson Button (15), Graham Hill (14), David Coulthard (13), James Hunt (10), Lando Norris (9), Tony Brooks (6), John Surtees (6), John Watson (5), Eddie Irvine (4), George Russell (4), Mike Hawthorn (3), Peter Collins (3), Johnny Herbert (3), Innes Ireland (1), Peter Gethin (1) |
| 2  | Duitsland           | 179                  | 7               | Michael Schumacher (91), Sebastian Vettel (53), Nico Rosberg (23), Ralf Schumacher (6), Heinz-Harald Frentzen (3), Wolfgang von Trips (2), Jochen Mass (1) |
| 3  | Brazilië            | 101                  | 6               | Ayrton Senna (41), Nelson Piquet sr. (23), Emerson Fittipaldi (14), Rubens Barrichello (11), Felipe Massa (11), José Carlos Pace (1) |
| 4  | Frankrijk           | 81                   | 14              | Alain Prost (51), René Arnoux (7), Jacques Laffite (6), Didier Pironi (3), Maurice Trintignant (2), Patrick Depailler (2), Jean-Pierre Jabouille (2), Patrick Tambay (2), François Cevert (1), Jean-Pierre Beltoise (1), Jean Alesi (1), Olivier Panis (1), Pierre Gasly (1), Esteban Ocon (1) |
| 5  | Nederland           | 65                   | 1               | Max Verstappen (65) |
| 6  | Finland             | 57                   | 5               | Kimi Räikkönen (21), Mika Häkkinen (20), Valtteri Bottas (10), Keke Rosberg (5), Heikki Kovalainen (1) |
| 7  | Australië           | 51                   | 5               | Jack Brabham (14), Alan Jones (12), Mark Webber (9), Daniel Ricciardo (8), Oscar Piastri (8) |
| 8  | Italië              | 43                   | 15              | Alberto Ascari (13), Riccardo Patrese (6), Giuseppe Farina (5), Michele Alboreto (5), Giancarlo Fisichella (3), Elio De Angelis (2), Luigi Fagioli (1), Piero Taruffi (1), Luigi Musso (1), Giancarlo Baghetti (1), Lorenzo Bandini (1), Ludovico Scarfiotti (1), Vittorio Brambilla (1), Alessandro Nannini (1), Jarno Trulli (1)                                                                         |
| 9  | Oostenrijk          | 41                   | 3               | Niki Lauda (25), Gerhard Berger (10), Jochen Rindt (6) |
| 10 | Argentinië          | 38                   | 3               | Juan Manuel Fangio (24), Carlos Reutemann (12), José Froilán González (2) |
| 11 | Spanje              | 36                   | 2               | Fernando Alonso (32), Carlos Sainz jr. (4) |
| 12 | Verenigde Staten    | 33                   | 15              | Mario Andretti (12), Dan Gurney (4), Phil Hill (3), Bill Vukovich (2), Peter Revson (2), Johnnie Parsons (1), Lee Wallard (1), Troy Ruttman (1), Bob Sweikert (1), Pat Flaherty (1), Sam Hanks (1), Jimmy Bryan (1), Rodger Ward (1), Jim Rathmann (1), Richie Ginther (1) |
| 13 | Canada              | 17                   | 2               | Jacques Villeneuve (11), Gilles Villeneuve (6) |
| 14 | Nieuw-Zeeland       | 12                   | 2               | Denny Hulme (8), Bruce McLaren (4) |
| 14 | Zweden              | 12                   | 3               | Ronnie Peterson (10), Jo Bonnier (1), Gunnar Nilsson (1) |
| 16 | België              | 11                   | 2               | Jacky Ickx (8), Thierry Boutsen (3) |
| 17 | Zuid-Afrika         | 10                   | 1               | Jody Scheckter (10) |
| 18 | Mexico              | 8                    | 2               | Sergio Pérez (6), Pedro Rodríguez (2) |
| 18 | Monaco              | 8                    | 1               | Charles Leclerc (8) |
| 20 | Zwitserland         | 7                    | 2               | Clay Regazzoni (5), Jo Siffert (2) |
| 20 | Colombia            | 7                    | 1               | Juan Pablo Montoya (7) |
| 22 | Polen               | 1                    | 1               | Robert Kubica (1) |
| 22 | Venezuela           | 1                    | 1               | Pastor Maldonado (1) |

## Meeste Grand Prix-overwinningen per seizoen
Tabel bijgewerkt tot en met de GP van Hongarije, 3 augustus 2025.
| Legenda | Legenda                                    |
| ------- | ------------------------------------------ |
|         | Coureur actief in 2025                     |
| Vet     | Formule 1 Wereldkampioen in hetzelfde jaar |

| Seizoen | Coureur            | Constructeur                 | Aantal overwinningen | Aantal races | Percentage |
| ------- | ------------------ | ---------------------------- | -------------------- | ------------ | ---------- |
| 1950    | Juan Manuel Fangio | Alfa Romeo                   | 3                    | 7            | 42,86%     |
| 1950    | Nino Farina        | Alfa Romeo                   | 3                    | 7            | 42,86%     |
| 1951    | Juan Manuel Fangio | Alfa Romeo                   | 3                    | 8            | 37,50%     |
| 1952    | Alberto Ascari     | Ferrari                      | 6                    | 8            | 75,00%     |
| 1953    | Alberto Ascari     | Ferrari                      | 5                    | 9            | 55,56%     |
| 1954    | Juan Manuel Fangio | Maserati Mercedes            | 6                    | 9            | 66,67%     |
| 1955    | Juan Manuel Fangio | Mercedes                     | 4                    | 7            | 57,14%     |
| 1956    | Juan Manuel Fangio | Ferrari                      | 3                    | 8            | 37,50%     |
| 1957    | Juan Manuel Fangio | Maserati                     | 4                    | 8            | 50,00%     |
| 1958    | Stirling Moss      | Vanwall                      | 4                    | 11           | 36,36%     |
| 1959    | Jack Brabham       | Cooper-Climax                | 2                    | 9            | 22,22%     |
| 1959    | Tony Brooks        | Ferrari Vanwall              | 2                    | 9            | 22,22%     |
| 1959    | Stirling Moss      | Cooper-Climax BRM            | 2                    | 9            | 22,22%     |
| 1960    | Jack Brabham       | Cooper-Climax                | 5                    | 10           | 50,00%     |
| 1961    | Phil Hill          | Ferrari                      | 2                    | 8            | 25,00%     |
| 1961    | Wolfgang von Trips | Ferrari                      | 2                    | 8            | 25,00%     |
| 1961    | Stirling Moss      | Lotus-Climax Ferguson-Climax | 2                    | 8            | 25,00%     |
| 1962    | Graham Hill        | BRM                          | 4                    | 9            | 44,44%     |
| 1963    | Jim Clark          | Lotus-Climax                 | 7                    | 10           | 70,00%     |
| 1964    | Jim Clark          | Lotus-Climax                 | 3                    | 10           | 30,00%     |
| 1965    | Jim Clark          | Lotus-Climax                 | 6                    | 10           | 60,00%     |
| 1966    | Jack Brabham       | Brabham-Repco                | 4                    | 9            | 44,44%     |
| 1967    | Jim Clark          | Lotus-Ford                   | 4                    | 11           | 36,36%     |
| 1968    | Jackie Stewart     | Matra-Ford                   | 3                    | 12           | 25,00%     |
| 1968    | Graham Hill        | Lotus-Ford                   | 3                    | 12           | 25,00%     |
| 1969    | Jackie Stewart     | Matra-Ford                   | 6                    | 11           | 54,55%     |
| 1970    | Jochen Rindt       | Lotus-Ford                   | 5                    | 13           | 38,46%     |
| 1971    | Jackie Stewart     | Tyrrell-Ford                 | 6                    | 11           | 54,55%     |
| 1972    | Emerson Fittipaldi | Lotus-Ford                   | 5                    | 12           | 41,67%     |
| 1973    | Jackie Stewart     | Tyrrell-Ford                 | 5                    | 15           | 33,33%     |
| 1974    | Ronnie Peterson    | Lotus-Ford                   | 3                    | 15           | 20,00%     |
| 1974    | Emerson Fittipaldi | McLaren-Ford                 | 3                    | 15           | 20,00%     |
| 1974    | Carlos Reutemann   | Brabham-Ford                 | 3                    | 15           | 20,00%     |
| 1975    | Niki Lauda         | Ferrari                      | 5                    | 14           | 35,71%     |
| 1976    | James Hunt         | McLaren-Ford                 | 6                    | 16           | 37,50%     |
| 1977    | Mario Andretti     | Lotus-Ford                   | 4                    | 17           | 23,53%     |
| 1978    | Mario Andretti     | Lotus-Ford                   | 6                    | 16           | 37,50%     |
| 1979    | Alan Jones         | Williams-Ford                | 4                    | 15           | 26,67%     |
| 1980    | Alan Jones         | Williams-Ford                | 5                    | 14           | 35,71%     |
| 1981    | Nelson Piquet      | Brabham-Ford                 | 3                    | 15           | 20,00%     |
| 1981    | Alain Prost        | Renault                      | 3                    | 15           | 20,00%     |
| 1982    | Didier Pironi      | Ferrari                      | 2                    | 16           | 12,50%     |
| 1982    | Alain Prost        | Renault                      | 2                    | 16           | 12,50%     |
| 1982    | René Arnoux        | Renault                      | 2                    | 16           | 12,50%     |
| 1982    | Niki Lauda         | McLaren-Ford                 | 2                    | 16           | 12,50%     |
| 1982    | John Watson        | McLaren-Ford                 | 2                    | 16           | 12,50%     |
| 1983    | Alain Prost        | Renault                      | 4                    | 15           | 26,67%     |
| 1984    | Alain Prost        | McLaren-TAG                  | 7                    | 16           | 43,75%     |
| 1985    | Alain Prost        | McLaren-TAG                  | 5                    | 16           | 31,25%     |
| 1986    | Nigel Mansell      | Williams-Honda               | 5                    | 16           | 31,25%     |
| 1987    | Nigel Mansell      | Williams-Honda               | 6                    | 16           | 37,50%     |
| 1988    | Ayrton Senna       | McLaren-Honda                | 8                    | 16           | 50,00%     |
| 1989    | Ayrton Senna       | McLaren-Honda                | 6                    | 16           | 37,50%     |
| 1990    | Ayrton Senna       | McLaren-Honda                | 6                    | 16           | 37,50%     |
| 1991    | Ayrton Senna       | McLaren-Honda                | 7                    | 16           | 43,75%     |
| 1992    | Nigel Mansell      | Williams-Renault             | 9                    | 16           | 56,25%     |
| 1993    | Alain Prost        | Williams-Renault             | 7                    | 16           | 43,75%     |
| 1994    | Michael Schumacher | Benetton-Ford                | 8                    | 16           | 50,00%     |
| 1995    | Michael Schumacher | Benetton-Renault             | 9                    | 17           | 52,94%     |
| 1996    | Damon Hill         | Williams-Renault             | 8                    | 16           | 50,00%     |
| 1997    | Jacques Villeneuve | Williams-Renault             | 7                    | 17           | 41,18%     |
| 1998    | Mika Häkkinen      | McLaren-Mercedes             | 8                    | 16           | 50,00%     |
| 1999    | Mika Häkkinen      | McLaren-Mercedes             | 5                    | 16           | 31,25%     |
| 2000    | Michael Schumacher | Ferrari                      | 9                    | 17           | 52,94%     |
| 2001    | Michael Schumacher | Ferrari                      | 9                    | 17           | 52,94%     |
| 2002    | Michael Schumacher | Ferrari                      | 11                   | 17           | 64,71%     |
| 2003    | Michael Schumacher | Ferrari                      | 6                    | 16           | 37,50%     |
| 2004    | Michael Schumacher | Ferrari                      | 13                   | 18           | 72,22%     |
| 2005    | Kimi Räikkönen     | McLaren-Mercedes             | 7                    | 19           | 36,84%     |
| 2005    | Fernando Alonso    | Renault                      | 7                    | 19           | 36,84%     |
| 2006    | Michael Schumacher | Ferrari                      | 7                    | 18           | 38,89%     |
| 2006    | Fernando Alonso    | Renault                      | 7                    | 18           | 38,89%     |
| 2007    | Kimi Räikkönen     | Ferrari                      | 6                    | 17           | 35,29%     |
| 2008    | Felipe Massa       | Ferrari                      | 6                    | 18           | 33,33%     |
| 2009    | Jenson Button      | Brawn-Mercedes               | 6                    | 17           | 35,29%     |
| 2010    | Fernando Alonso    | Ferrari                      | 5                    | 19           | 26,32%     |
| 2010    | Sebastian Vettel   | Red Bull Racing-Renault      | 5                    | 19           | 26,32%     |
| 2011    | Sebastian Vettel   | Red Bull Racing-Renault      | 11                   | 19           | 57,89%     |
| 2012    | Sebastian Vettel   | Red Bull Racing-Renault      | 5                    | 20           | 25,00%     |
| 2013    | Sebastian Vettel   | Red Bull Racing-Renault      | 13                   | 19           | 68,42%     |
| 2014    | Lewis Hamilton     | Mercedes                     | 11                   | 19           | 57,89%     |
| 2015    | Lewis Hamilton     | Mercedes                     | 10                   | 19           | 52,63%     |
| 2016    | Lewis Hamilton     | Mercedes                     | 10                   | 21           | 47,62%     |
| 2017    | Lewis Hamilton     | Mercedes                     | 9                    | 20           | 45,00%     |
| 2018    | Lewis Hamilton     | Mercedes                     | 11                   | 21           | 52,38%     |
| 2019    | Lewis Hamilton     | Mercedes                     | 11                   | 21           | 52,38%     |
| 2020    | Lewis Hamilton     | Mercedes                     | 11                   | 17           | 64,71%     |
| 2021    | Max Verstappen     | Red Bull Racing-Honda        | 10                   | 22           | 45,45%     |
| 2022    | Max Verstappen     | Red Bull Racing-RBPT         | 15                   | 22           | 68,18%     |
| 2023    | Max Verstappen     | Red Bull Racing-Honda RBPT   | 19                   | 22           | 86,36%     |
| 2024    | Max Verstappen     | Red Bull Racing-Honda RBPT   | 9                    | 24           | 37,50%     |
| 2025 *  | Oscar Piastri      | McLaren-Mercedes             | 6 *                  | 14 *         | 42,86%*    |

* Seizoen loopt nog.

## Galerij

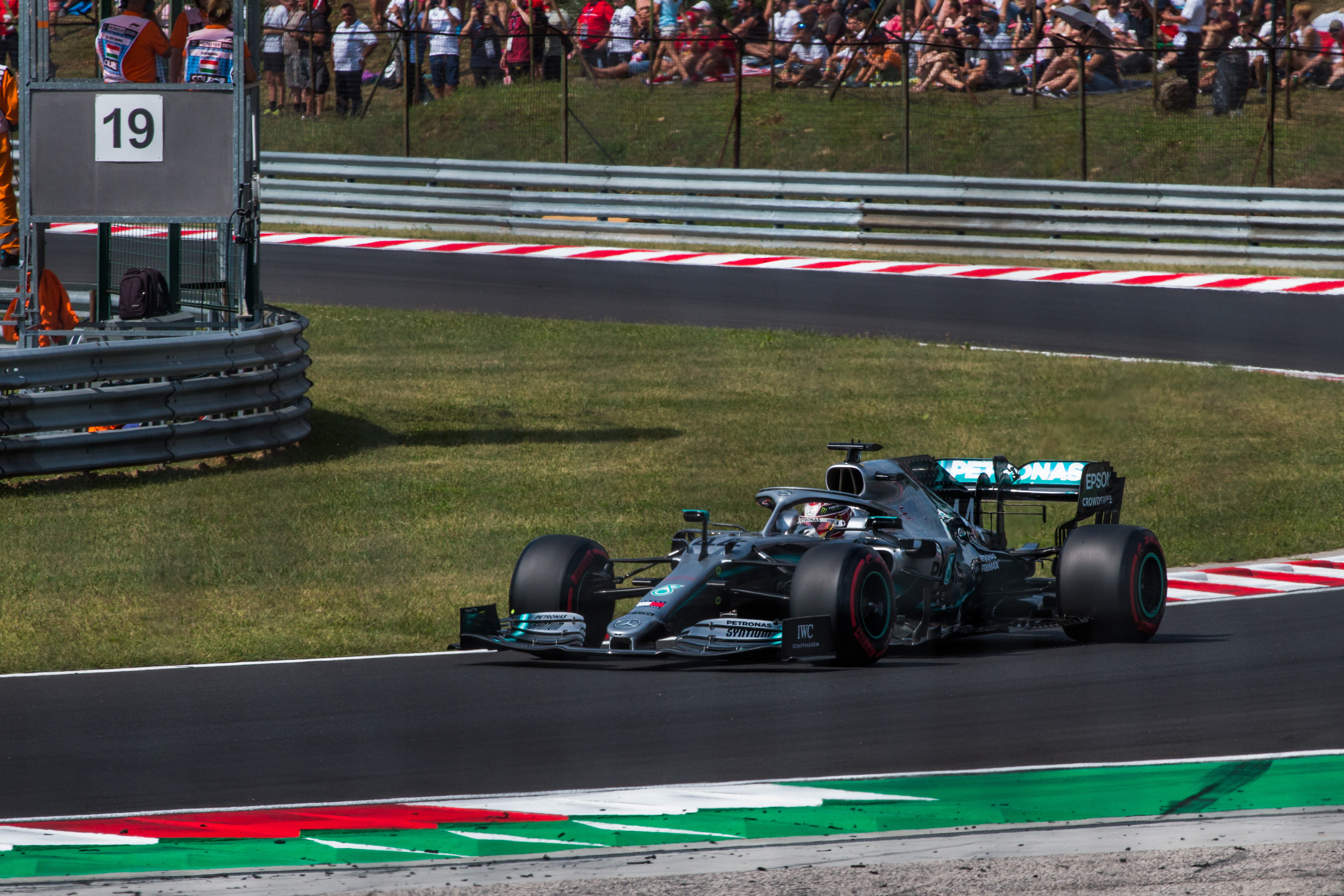
Zevenvoudig wereldkampioen Lewis Hamilton tijdens de GP van Hongarije in 2019.
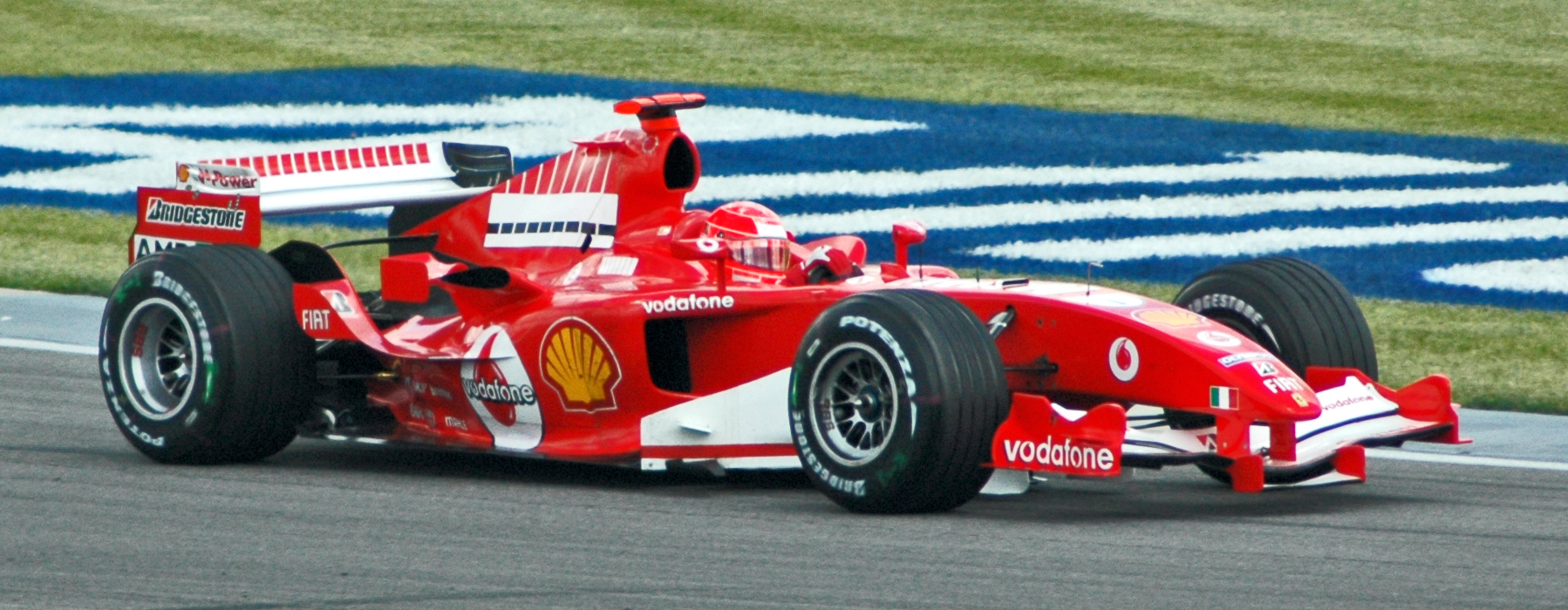
Zevenvoudig wereldkampioen Michael Schumacher tijdens vrije training GP Verenigde Staten in 2005. Hij had de meeste Grand Prix overwinningen (91) totdat Lewis Hamilton het overtrof in 2020.
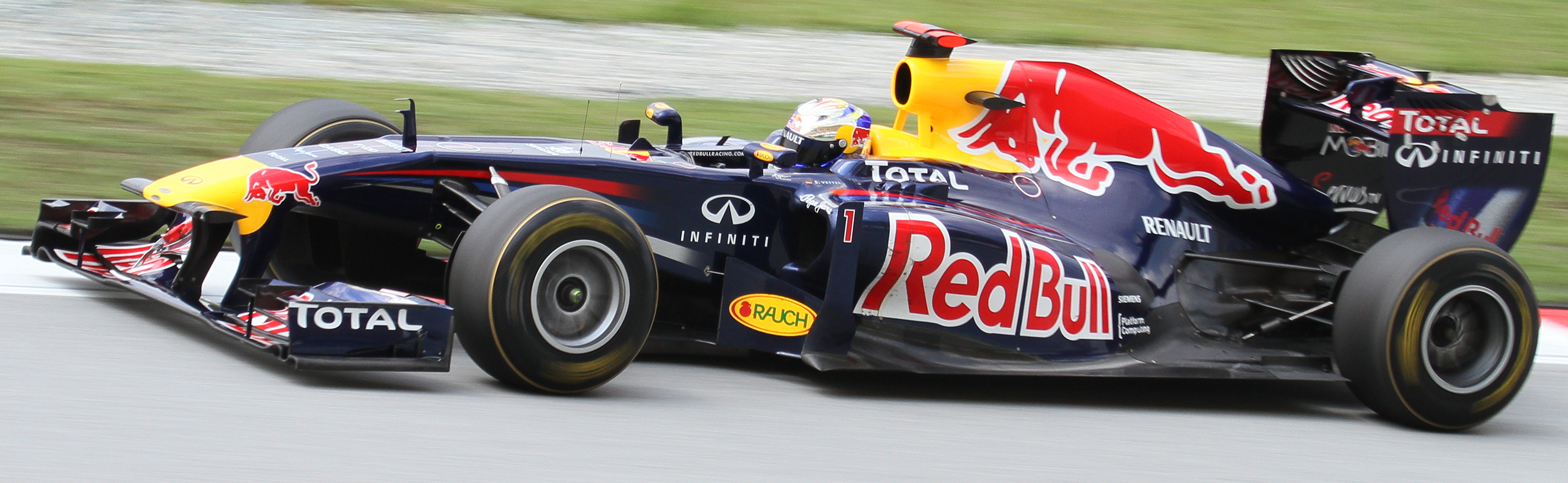
Sebastian Vettel heeft vier opeenvolgende wereldtitels op zak, allemaal behaald met Red Bull Racing.
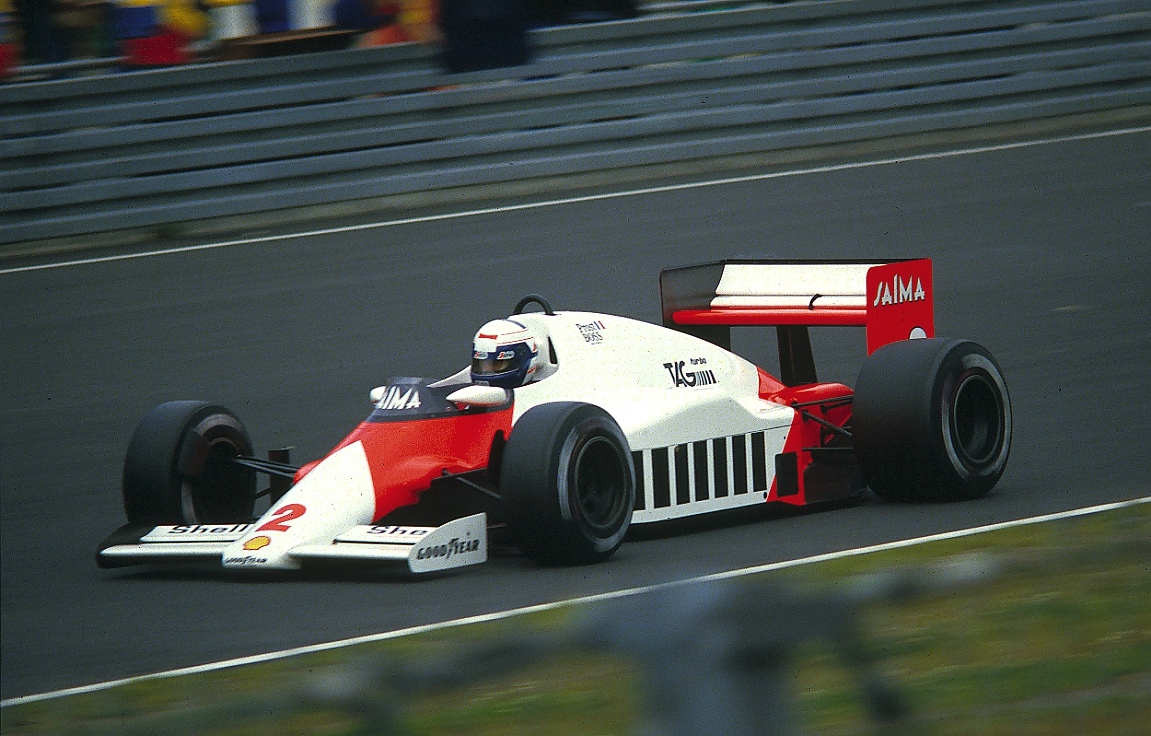
Viervoudig wereldkampioen Alain Prost in de McLaren MP4-2B in 1985.
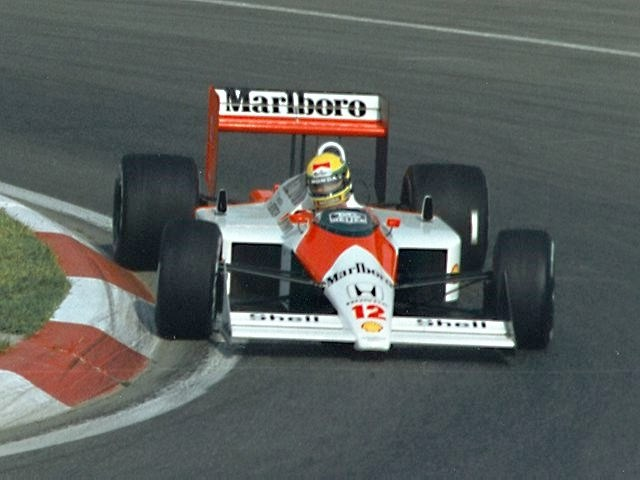
Ayrton Senna won de Grand Prix van Canada in 1988 en werd driemaal wereldkampioen.
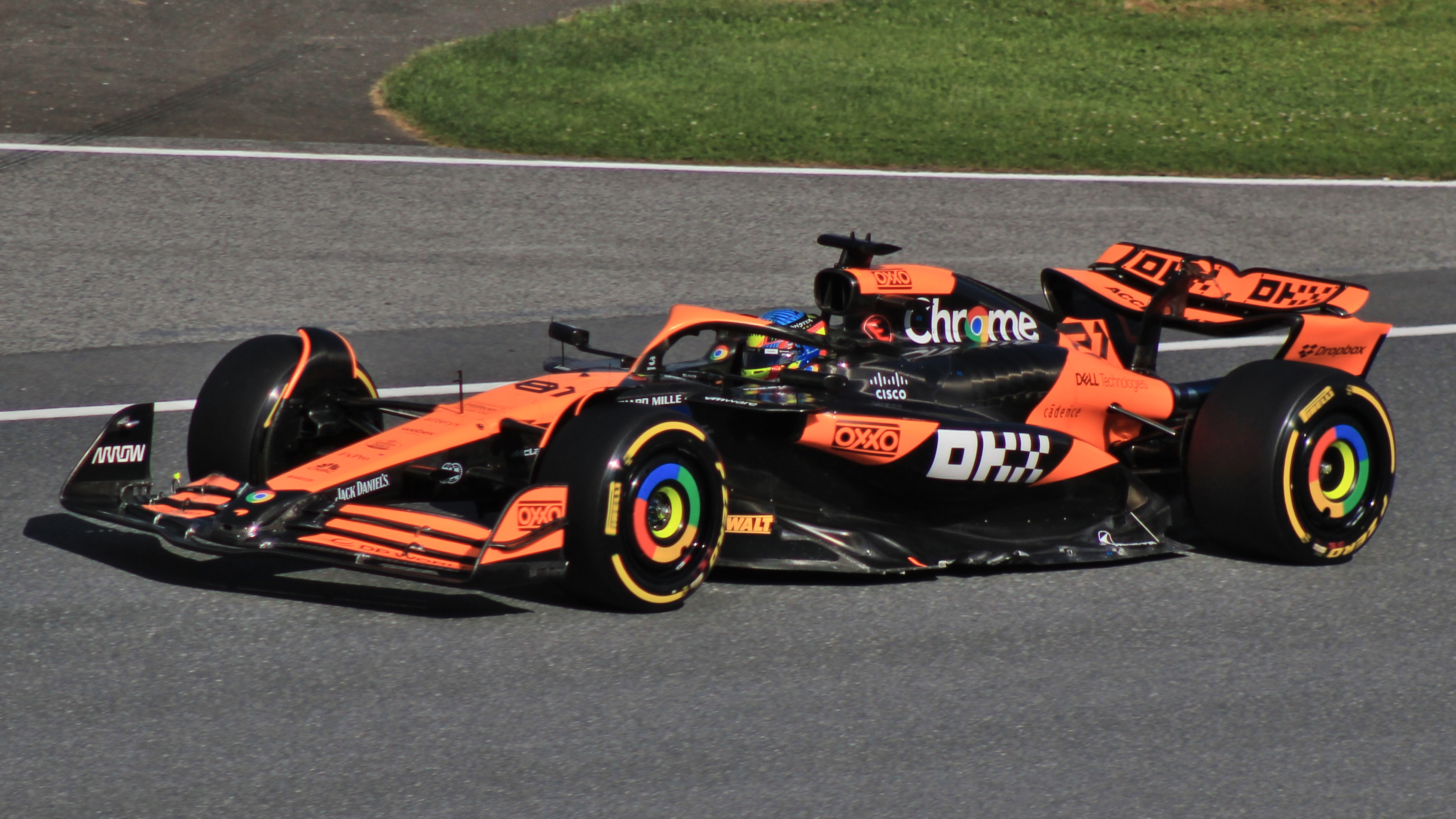
Oscar Piastri is de 115de en tot nu toe laatste nieuwe Grand Prix-winnaar, met de winst in de Grand Prix van Hongarije in 2024.